# Horpaz
Horpaz – wieś w Rumunii, w okręgu Jassy, w gminie Miroslava. W 2011 roku liczyła 1513 mieszkańców.